# Narcissus Luttrell
Pour les articles homonymes, voir Luttrell.
Narcissus Luttrell est un bibliophile, chroniqueur et homme politique anglais né le 12 août 1657 à Holborn (Londres) et mort le 27 juin 1732 à Little Chelsea (en) (Londres).

## Biographie
Après des études au St John's College de l'université de Cambridge, Luttrell est appelé au barreau en 1680 et occupe la charge de juge de paix du comté de Middlesex de 1693 à 1723.
Il est député à la Chambre des communes à deux reprises pour des bourgs pourris des Cornouailles : Bossiney de 1679 à 1681, puis Saltash de 1691 à 1695. Son journal intime offre des informations uniques sur les débats législatifs de la période 1691-1693, qui ne figurent pas dans les minutes officielles du Parlement. Ce journal, ainsi que les chroniques compilées par Luttrell à partir de coupures de presse, sont redécouverts par l'historien Thomas Babington Macaulay. Ils servent de base à A Brief Historical Relation of State Affairs from September 1678 to April 1714, une histoire politique en six volumes publiée en 1857.
Luttrell est également un grand collectionneur de livres. Sa collection est dispersée après sa mort en 1732. Une partie est conservée à la British Library, une autre (léguée par le petit-fils de sa sœur en 1786) à la Codrington Library, la bibliothèque du All Souls College de l'université d'Oxford.